# Nicolas Grospierre
Nicolas Grospierre (ur. 28 września 1975 w Genewie) – fotograf. Mieszka w Warszawie.
Z wykształcenia socjolog (w latach 1997-1999 studiował w Institut d’Etudes Politiques w Paryżu i na London School of Economics). Od 1999 mieszka w Polsce.
Portretuje głównie architekturę, detale i pozostałości po okresie komunistycznym w Polsce i Europie Wschodniej. Analizuje idee stojące za wizualnymi reprezentacjami instytucji (bibliotek czy banków). Miłośnik estetyki późnego modernizmu i brutalizmu. Brał udział w wielu wystawach indywidualnych i zbiorowych, jego fotografie były publikowane m.in. w magazynach „Piktogram”, „Fluid”, „Foto Pozytyw” oraz w książkach (np. Warszawa w poszukiwaniu Centrum, wyd. Znak, Kraków 2005; The Wallpaper City Guide. Warsaw).
W 2008 razem z Kobasem Laksą, Grzegorzem Piątkiem i Jarosławem Trybusiem otrzymał główną nagrodę Złotego Lwa na XI Biennale Architektury w Wenecji za najlepszy pawilon narodowy: Hotel Polonia. Budynków życie po życiu. Jest także laureatem nagrody Paszport Polityki 2011 w kategorii sztuki wizualne. 

## Wybrane wystawy indywidualne[2]
- 2019 – Subiektywny atlas architektury modernistycznej, Instytut Fotografii Fort, Warszawa, Polska
- 2017 – #biblioteka, Centrum Kultury Zamek, Poznań, Polska
- 2017 – Późna polskość. Formy narodowej tożsamości po 1989 roku, CSW – Zamek Ujazdowski, Warszawa, Polska
- 2016 – La Memoria Finalmente, Galeria Civica de Modena, Modena, Włochy
- 2016 – Salon Nowej Fotografii, Galeria Raster, Warszawa, Polska
- 2016 – Warszawa w Budowie 8, Muzeum Sztuki Nowoczesnej, Warszawa, Polska
- 2016 – Young Poland – Afterimages of reality, Ludwig Museum, Budapeszt, Węgry
- 2016 – Todo Palidece Ante el Libro, Centro de Arte Alcobendas, Madryt, Hiszpania
- 2016 – Modern forms, Architectural Association, Londyn, Wielka Brytania
- 2013 – Owalne gabinety, PGS, Sopot, Polska
- 2013 – Muzyka Milczenia, Rynek, Września, Polska
- 2009 – Bank, Location 1, Nowy Jork, Stany Zjednoczone
- 2009 – KUNSTKAMERA, CSW Zamek Ujazdowski, Warszawa, Polska
- 2007 – Biblioteka, Pałac Starej Książki na Woli, Warszawa; Biblioteka Uniwersytetu Warszawskiego i CSW Zamek Ujazdowski, Warszawa, Polska
- 2005 – Hydroklinika, Pawilon SARP, Warszawa, Polska
- 2004 – Litewskie przystanki autobusowe, Teatr Academia, Warszawa, Polska

## Nagrody i wyróżnienia[1]
- 2014 – grant Graham Foundation for Advanced Studies in the Fine Arts, Chicago, Stany Zjednoczone
- 2012 – rezydencja artystyczna w Stadtgalerie der Progr, Berno, Szwajcaria
- 2011 – Paszport Polityki w kategorii sztuki wizualne, Warszawa, Polska

- 2009 – Nagroda Ministra Kultury i Dziedzictwa Narodowego, Warszawa, Polska
- 2008 – rezydencja artystyczna w Location 1, Nowy Jork, Stany Zjednoczone
- 2008 – Złoty Lew na 11. Biennale Architektury w Wenecji, Wenecja, Włochy

## Publikacje
- Open-Ended, jovis Verlag, Berlin, 2012, ISBN 978-3868591699
- Modern Forms. A Subjective Atlas of 20th-Century Architecture, Prestel, Monachium 2016, ISBN 978-3791382296
- Modern Spaces. A Subjective Atlas of 20th-Century Interiors, Prestel, Monachium 2018, ISBN 978-3791384689
- Dom dla kultury. Spojrzenie na architekturę kibuców i kołchozów, Narodowy Instytut Architektury i Urbanistyki, Warszawa 2022, ISBN 978-83-962825-2-1[5]
- House for Culture, Narodowy Instytut Architektury i Urbanistyki, Warszawa 2022, ISBN 978-83-962825-1-4[5]